# Spodnje Stranje
Spodnje Stranje – wieś w Słowenii, w gminie Kamnik. W 2018 roku liczyła 259 mieszkańców.